# Marsfjället
Marsfjället este o arie protejată (arie specială de conservare — SAC, sit de importanță comunitară — SCI, arie de protecție specială avifaunistică — SPA) din Suedia întinsă pe o suprafață de 86.113,9 ha, integral pe uscat.

## Localizare
Centrul sitului Marsfjället este situat la coordonatele 65°07′17″N 15°33′53″E / 65.1213°N 15.5647°E.

## Înființare
Situl Marsfjället a fost declarat sit de importanță comunitară în decembrie 1995 pentru a proteja 2 specii de plante și 21 de specii de animale. Alte tipuri de protecție:
- arie de protecție specială avifaunistică (în decembrie 1996)[2]
- arie specială de conservare (în decembrie 2009)[1][3][4]

## Biodiversitate
Situată în ecoregiunile alpină și boreală, aria protejată conține 21 de habitate naturale: Liziere de ierburi înalte hidrofile de câmpie și de nivel montan până la alpin, Pajiști alpine și subalpine calcaroase, Lacuri și iazuri distrofice naturale, Mlaștini turboase de tranziție și turbării mișcătoare, Turbării Aapa, Păduri fino-scandinave bogate în ierburi cu Picea abies, Tufărișuri subarctice cu Salix spp., Păduri nordice subalpine/subarctice cu Betula pubescens ssp. czerepanovii, Pante stâncoase silicioase cu vegetație casmofită, Râuri de munte și vegetația erbacee de pe malurile acestora, Pajiști boreale și alpine pe substrat silicios, Pante stâncoase calcaroase cu vegetație casmofită, Pajiști alpine și boreale, Grohotișuri calcaroase și de șisturi calcaroase de la nivelul montan până la nivelul alpin (Thlaspietea rotundifolii), Mlaștini alcaline, Formațiuni pioniere alpine de Caricion bicoloris-atrofuscae, Cursuri de apă de la nivel de câmpie la nivel montan, cu vegetație Ranunculion fluitantis și Callitricho-Batrachion, Mlaștini împădurite, Taiga vestică, Grohotișuri silicioase de la nivelul montan până la nivelul zăpezii (Androsacetalia alpinae și Galeopsietalia ladani), Pajiști cu Molinia pe soluri calcaroase, turboase sau argilos-nămoloase (Molinion caeruleae).
La baza desemnării sitului se află mai multe specii protejate:
- plante (2): Calamagrostis chalybaea, Ranunculus lapponicus
- păsări (17): minunița (Aegolius funereus), Charadrius morinellus, lebădă de iarnă (Cygnus cygnus), șoim de iarnă (Falco columbarius), cufundar polar (Gavia arctica), ciuvică (Glaucidium passerinum), cocor (Grus grus), gușă albastră (Luscinia svecica), bufniță polară (Nyctea scandiaca), vultur pescar (Pandion haliaetus), notatița cu ciocul subțire (Phalaropus lobatus), ciocănitoare de munte (Picoides tridactylus), ploier auriu (Pluvialis apricaria), chiră de baltă (Sterna hirundo), Sterna paradisaea, cocoșul de mesteacăn (Tetrao tetrix tetrix), fluierar de mlaștină (Tringa glareola)
- mamifere (4): vulpe polară (Alopex lagopus), gluton (Gulo gulo), vidră de râu (Lutra lutra), râs eurasiatic (Lynx lynx)